# کونخیرت
کونخیرت (به ترکی آذربایجانی: Kunxırt) یک منطقه مسکونی در جمهوری آذربایجان است که در شهرستان قوبا واقع شده است. کونخیرت ۳۴۱ نفر جمعیت دارد.